# Нечжа 2
«Нечжа 2» (哪吒之魔童闹海; букв. «Нечжа, дитя демона, перемагає Царя Драконів») — китайський анімаційний фентезійний пригодницький фільм 2025 року, за сценарієм і режисерую Цзяозі. Продовження фільму «Нечжа» (2019), де хлопчик Нечжа, повернувшись до життя, постає перед новим випробуванням: врятувати свого друга Ао Біна, сина Царя Драконів.
«Нечжа 2» вийшов у прокат у Китаї 29 січня 2025 року (першого дня китайського Нового року). Став найкасовішим анімаційним фільмом, перевершивши «Думками навиворіт 2»; і першим неамериканським та неангломовним анімаційним фільмом в історії, який досяг зборів у $1 млрд, а потім $2 млрд у прокаті на одному ринку. Це зробило його найкасовішим анімаційним фільмом усіх часів. Він також є найкасовішим фільмом 2025 року та 6-м найкасовішим фільмом усіх часів.

## Сюжет
Після того, як хлопчик Нечжа, син командира Лі Цзіня, і його друг Ао Бін, син Царя Драконів Ао Гуана, були знищені несправедливим прокляттям, мудрець Тайю Чженрен повертає їм фізичні тіла. Цар драконів Ао Гуан, вважаючи, що його син мертвий, звільняє чудовиськ (зокрема трьох інших царів-драконів), ув'язнених під своїм палацом, і нападає на місто Чентанг. Ао Бін марно захищає Чентанг і помирає на руках у батька, називаючи своїм останнім проханням перемир'я.
Ао Гуан погоджується, а Тайю розповідає, що може знову створити для Ао Біна тіло. Проте в нього закінчився еліксир життя, який вміє виготовляти тільки безсмертний Сянь Вулян, керівник школи мисливців на демонів Чань, яка працює на богів. Дати він його може тільки в обмін на проходження іспиту та вступу до школи. Нечжа викликається пройти іспит, але Шень Гунбао зауважує, що Вулян не дозволить хлопчику з явними демонічними силами отримати еліксир. Тому дух Ао Біна входить у тіло Нечжі, змінюючи його вигляд на більш благочесний. Однак, дух Нечжі часом проявляється, виказуючи його справжню природу. Тайю та Нечжа вирушають у небесний палац Вуляна. Там Нечжа поводиться невиховано, ледь не зриваючи випробування ще до його початку.
Нечжа приховує свою демонічну природу та приймає снодійне, дозволяючи Ао Біну повністю контролювати своє тіло. Ао Бін виконує перше завдання — подолати демонів-бабаків. Другим стає перемогти вчителя школи демонів, у якій навчався Шень Гунбао.
Тим часом Ао Гуан доручає Шеню Гунбао очолити армію. Гунбао несподівано возз'єднується зі своїм молодшим братом, який розповідає йому, що Нечжа, проходячи випробування, зруйнував їхню школу. Нечжа проходить третє випробування — перемогти відьму гори, — без допомоги Ао Біна, і отримує еліксир життя.
Але Чентанг виявляється спаленим і Вулян стверджує, що це зробили дракони. Після того, як Тайю за допомогою еліксиру створює нове тіло для Ао Біна, Нечжа залишає їх, щоб за намовою Вуляна зловити Ао Гуана і його поплічників, і покарати їх, зваривши з драконів еліксир безсмертя.
Батьки Нечжі проте виявляються живими і прибувають з Тайю та Ао Біном. У спогаді з'ясовується, що троє царів-драконів служили Вуляну. Вони зрадили свій рід, напали на місто й виставили винуватцем Ао Гуана, щоб забезпечити богам цілковите панування над світом. Гунбао, зрозумівши їхній задум, виграв достатньо часу, щоб подбати про виживання батьків Нечжі, тимчасово перетворивши їх на камінь.
Вулян кидає царів-драконів і їхніх суперників до казана, щоб зварити з них еліксир безсмертя, який би дозволив зробити безліч воїнів безсмертними. Мати Нечжі помирає на його руках і перетворюється на пігулку безсмертя. Розлючений Нечжа поглинає вогонь казана та визволяє всіх, хто був всередині. Об'єднавшись, вони перемагають небесні сили богів, змушуючи їх відступити. Після цього Ао Гуан веде драконів, що залишилися, в море, за винятком Ао Біна, який залишається, щоб допомогти Нечжі протистояти Вуляну. Перед останнім ударом Нечжі Вулян тікає.
У сцені після титрів побитий Вулян прямує до таємної в'язниці, щоб домовитися з полоненим Шенем Гунбао та батьком Шеня. Але наглядач насміхається з його вигляду і Вулян насилає на нього десятирічний сон, в результаті чого не може вийти. В той же час старші брати Нечжі приходять до палацу Вуляна й дивуються, чого його там нема.

## Виробництво
Плани створити продовження фільму «Нечжа» (2019) виникли в виробничої команди незадовго після його випуску в прокат. Режисер Цзяозі підтвердив, що продовження буде зроблене в разі хороших касових зборів. Вартість виробництва склала 600 млн юанів, побивши рекорд у 200 млн юанів для «Глибокого моря» (2023), що зробило «Нечжа 2» найдорожчим анімаційним фільмом Китаю.
Створення тривало 5 років, до нього залучили понад 4 тис. людей із 138 анімаційних компаній: удвічі більше, ніж для першого фільму. Продюсер Лю Веньчжан повідомив, що кількість персонажів у цьому фільмі втричі більша, ніж у «Нечжа». Попередній фільм мав понад 1800 сцен, тоді як цей отримав понад 2400 сцен, включаючи понад 1900 сцен зі спецефектами. У фільмі багато місць, які потребували складних комп'ютерних обрахунків, як-от потоки лави, хвилі води та вихор. Суперкомп'ютерний центр Гуянь у Гуйчжоу виділив 40 % своєї обчислювальної потужності для відтворення цих складних сцен у «Нечжа 2». Центр розпочав роботу наприкінці 2020 року. Маючи 1000 високопродуктивних графічних процесорів і понад 700 серверів, він володіє потужністю 15 квдрлн обчислень на секунду.

## Сприйняття
Згідно з Нектар Ґан із CNN, оскільки цензура в Китаї посилюється, а геополітична напруга у відносинах Китаю зі Сполученими Штатами зростає, Голлівуду стає все важче орієнтуватися на колись прибутковому китайському ринку. Цим зумовлена більша увага китайців до власного кінематографу та пошуки місцевих тем, якими можна пишатися й відмежуватися від західного впливу. В фільмі присутні політичні метафори, що висміюють Америку — наприклад, предмети, схожі на знаки долара США, Велику печатку Сполучених Штатів, Пентагон і коронавірус. Разом із тим посол Китаю у Вашингтоні Се Фен рекламував фільм у кількох публікаціях на X та у промовах. Го Цзякунь, речник Міністерства закордонних справ, назвав фільм «новим мостом для культурного обміну між Китаєм і світом і новим вікном у Китай для світу».
Сяонін Лу, кінознавець із школи SOAS Лондонського університету, зазначив, що створені за мотивами роману XVI ст. «Нечжа» та «Нечжа 2» демонструють персонажів, знайомих китайській авдиторії різного віку. Але фільми також пропонують нове їх бачення, що резонує з молодим поколінням. А саме виклик усталеній структурі влади; родинне кохання та дружба; недовіра до влади; і сумніви в ідентичності, — як перелічила Сабріна Ціонг Ю, професор кіно та китайських досліджень в Університеті Ньюкасла.
Даная Штальнекер у Common Sense Media підсумувала, що «Нечжа 2» є продуманим продовженням попереднього фільму. Це «надихаюча, зворушлива історія про те, як кожен з нас має силу змінити обставини та зробити світ кращим». У фільмі «Нечжа 2» зібрано складних персонажів із захопливими індивідуальними сюжетними лініями, та багатошаровий сюжет. Він більш зрілий, ніж оригінальний фільм, однак, так само містить декілька грубих жартів і жорстоких сцен.

## Касові збори
Касові збори «Нечжа 2» в лютому 2025 року перевищили $1,69 млрд, випередивши «Думками навиворіт 2», і зробивши його фінансово найуспішнішим анімаційним фільмом в історії. При цьому майже всі збори надійшли від прокату в КНР.
Після рекордного показу в Китаї, «Нечжа 2» отримав широкі релізи в Австралії, Новій Зеландії та Північній Америці. 9 березня 2025 року збори перевищили $2 млрд, що зробило його найприбутковішим анімаційним фільмом в історії, хоча за межами КНР збори виявилися невеликими.
Серед інших фінансових рекордів, встановлених фільмом:
- Найбільші збори китайського анімаційного фільму за один день (понад 700 млн юанів / ~96 млн доларів США).
- Найкасовіший повнометражний анімаційний реліз у Китаї за всі часи.
- Найкасовіший фільм неамериканського виробництва за всі часи.
- Найкасовіший китайський фільм усіх часів.
- Найкасовіший фільм за весь час на окремому ринку.
- Перший фільм, який зібрав 1 млрд доларів США на одному ринку.